# Leiobunum gruberi
Leiobunum gruberi is een hooiwagen uit de familie Sclerosomatidae.